# Sidi (Winterthur)

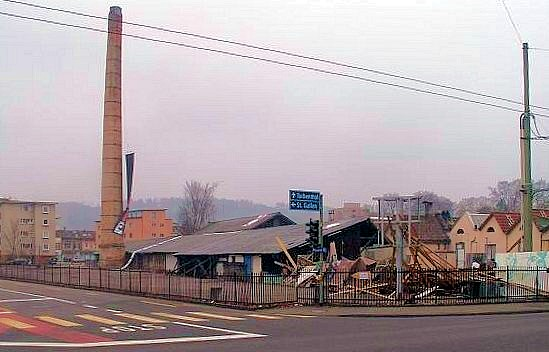
Frontansicht mit Kamin und Barrikade während der Besetzung 2006

Die Sidi in Winterthur ist das ehemalige Fabrikgelände der Mechanischen Seidenstoffweberei Winterthur (geschlossen 1968).

## Geschichte

### Zeit der Seidenweberei (1872–1968)

Die Sidi auf einem Bild aus den ersten Jahrzehnten des 20. Jahrhunderts

Die Seidenweberei an der St.-Galler-Strasse 40 wurde 1872 erbaut und war mit über 400 Aktionären breit in der damaligen Wirtschaftselite der Stadt abgestützt. Als Gründer der Mechanischen Seidenstoffweberei Winterthur sind insbesondere Johann Friedrich Bader-Wild, Carl Sulzberger-Ernst und vor allem Theodor Ziegler zu nennen. Ziegler, der spätere Stadtpräsident Winterthurs, gehörte bis zu seinem Tod 1918 dem Verwaltungsrat an. Die Mechanische Seidenstoffweberei Winterthur bestand anfangs aus einem Webereigebäude mit Kessel, Maschinenhaus und einem Verwaltungsgebäude, die Gebäude entstanden nach Plänen des Architekten Joseph Bösch. Später wurde das Webereigebäude noch ausgebaut sowie Arbeiterinnenhäuser an der Grüze- und Töpferstrasse errichtet. Sie umfasste in ihren besten Zeiten bis zu 300 Webstühle. Die Arbeiterinnen, die vorwiegend aus der Agglomeration kamen, wurden in den obengenannten Arbeiterinnenhäusern untergebracht. Zudem existierte ein Kosthaus an der Palmstrasse mit 60 Schlafplätzen und Platz für 120 bis 150 Kostgänger.
Ihren Höhenpunkt erreichte die Mechanische Seidenstoffweberei Winterthur um 1900, als bis zu 850 Arbeiter in den Fabrikhallen in Winterthur beschäftigt waren. Damit war sie neben Rieter und Sulzer eine der bedeutendsten Fabriken in Winterthur. Danach unterlag die heimische Seidenindustrie, noch 1870 einer der mächtigsten Industriesparten des Landes, immer mehr der ausländischen Konkurrenz und verlor an Bedeutung. 1916 arbeitete mit Lisel Bruggmann eine bekannte Gewerkschafterin und Kommunistin in der Mechanischen Seidenstoffweberei Winterthur, die in ihren autobiografischen Schriften auch von der Arbeit in der Weberei berichtet. Noch im Jahr 1931 wurde im schottischen Dunfermline eine Tochterfirma gegründet, eine weitere bestand im französischen Lyon (geschlossen 1958).
Wegen des Versagens des Managements, das die rechtzeitige Sanierung der alten Gebäude verpasst hatte, fehlte der Fabrik 1968 nach Ausfallen der Heizung endgültig das Geld. Die Mechanische Seidenstoffweberei Winterthur, bei der zu dieser Zeit noch 200 Arbeiter angestellt waren, ging in Konkurs. Die schottische Tochterfirma konnte nach der Schliessung noch Maschinen und Fachkräfte übernehmen, sie ging jedoch nach einer an einem Regierungswechsel gescheiterten Subvention ebenfalls in Konkurs.

### Zwischennutzung (1972–2005)
Nach der Schliessung wollte die Stadt das Areal aufkaufen, scheiterte jedoch 1969 an einer Volksabstimmung. Danach wurde die Sidi 1974 vom Kanton übernommen. Die früheren Arbeiterinnenhäuser wurden renoviert und sind bis heute vorwiegend von Kleinfamilien bewohnt. Die alten Webereigebäude wurden an Firmen vermietet (Möbel Ferrari 1972–1995, Otto’s Warenposten 1995–2004, Teppich Schudel 1984–2005, Ziltener Druck 1973–2005) und ein Teil wurde von 1975 bis 2005 vom Theater Kanton Zürich als Kulturraum genutzt. Pläne für eine Neuüberbauung des Areals wurden wegen der Baukrise 1990 fallen gelassen.

### Besetzung (2004–2006)
Seit dem Umzug von Otto’s Warenposten im Sommer 2004 stand ein grosser Teil des Gebäudes leer. Dieser Teil der Sidi wurde im November 2004 von Jugendlichen besetzt; die Besetzer konnten sich in der Folge mit der Kantonalen Liegenschaftsverwaltung auf einen Mietvertrag einigen. Am 25. Februar 2006 wurde dann das ganze Areal besetzt. Sie besetzten das ungenutzte Areal für sich selbst solange als Wohnraum, bis auf dem Areal auch wirklich gebaut wurde und daher die leerstehenden Gebäude abgerissen werden mussten.

### Nutzung heute
Im September 2006 wurde schliesslich mit dem Abbruch der Fabrikhallen in der Sidi begonnen. Es entstanden in den Jahren 2007 bis 2009 ca. 150 Mietwohnungen, Geschäfte und ein Parkhaus. Die Überbauung wurde 2009 mit dem «Silbernen Hasen» für Landschaftsarchitektur ausgezeichnet.
Als einziges Relikt aus dem historischen Baukörper blieben noch der denkmalgeschützte Hochkamin mit Kesselhaus erhalten.